# NGC 1418
NGC 1418 (другие обозначения — MCG −1-10-22, PGC 13606) — спиральная галактика с перемычкой (SBb) в созвездии Эридана. Открыта Уильямом Гершелем в 1785 году.

## Характеристики
Расстояние до галактики составляет 66 мегапарсек. В галактике вспыхнула сверхновая SN 2013gy типа Ia, её пиковая видимая звездная величина составила 18,0. Масса водорода, сброшенного при вспышке, составляла менее 0,018 M⊙, что на порядок ниже такой величины для нормальных сверхновых типа Ia, так что предшественник этой сверхновой не мог быть невырожденным и богатым водородом.
Галактика NGC 1418 входит в состав группы галактик NGC 1417. Помимо NGC 1418 в группу также входят ещё 12 галактик.

## Наблюдения
На небе эта галактика выстраивается в линию с IC 344, NGC 1417 и NGC 1424. Этот объект входит в число перечисленных в оригинальной редакции «Нового общего каталога». Возможно, что потерянный объект NGC 1429 — это галактика NGC 1418.